# Berlin-Marathon 1987
| 14. Berlin-Marathon    | 14. Berlin-Marathon          |
| ---------------------- | ---------------------------- |
| Stadt                  | Berlin, Deutschland          |
| Datum                  | 4. Oktober 1987              |
| Distanz                | 42,195 Kilometer             |
| Sieger                 |                              |
| Männer                 | Suleiman Nyambui (2:11:11 h) |
| Frauen                 | Kerstin Preßler (2:31:22 h)  |
| ← Berlin-Marathon 1986 | Berlin-Marathon 1988 →       |
| Website                | Offizielle Website           |

Der Berlin-Marathon 1987 war die 14. Ausgabe der jährlich stattfindenden Laufveranstaltung in West-Berlin, Bundesrepublik Deutschland. Der Marathon fand am 4. Oktober 1987 statt.
Bei den Männern gewann Suleiman Nyambui in 2:11:11 h, bei den Frauen Kerstin Preßler in 2:31:22 h.

## Ergebnisse

### Männer
| Platz | Athlet              | Land           | Zeit (h) |
| ----- | ------------------- | -------------- | -------- |
| 01    | Suleiman Nyambui    | Tansania       | 2:11:11  |
| 02    | Rafael Marques      | Portugal       | 2:13:23  |
| 03    | Japhet Mashishanga  | Tansania       | 2:13:27  |
| 04    | John Vermeule       | Niederlande    | 2:13:35  |
| 05    | Peter Lyrenmann     | Schweiz        | 2:13:40  |
| 06    | Jean Weijts         | Belgien        | 2:13:41  |
| 07    | Mohammed Rutiginga  | Tansania       | 2:14:04  |
| 08    | Richard Vollenbroek | Niederlande    | 2:14:08  |
| 09    | Martin Grüning      | BR Deutschland | 2:14:16  |
| 10    | Kjeld Johnsen       | Dänemark       | 2:14:32  |

### Frauen
| Platz | Athletin             | Land                   | Zeit (h) |
| ----- | -------------------- | ---------------------- | -------- |
| 01    | Kerstin Preßler      | BR Deutschland         | 2:31:22  |
| 02    | Wanda Panfil         | Polen                  | 2:32:01  |
| 03    | Sissel Grottenberg   | Norwegen               | 2:32:57  |
| 04    | Cassandra Mihailovic | Frankreich             | 2:34:09  |
| 05    | Magda Ilands         | Belgien                | 2:34:23  |
| 06    | Heather MacDuff      | Vereinigtes Königreich | 2:36:22  |
| 07    | Gabriela Górzyńska   | Polen                  | 2:38:17  |
| 08    | Malgorzata Birbach   | Polen                  | 2:38:52  |
| 09    | Rosmarie Müller      | Schweiz                | 2:39:04  |
| 10    | Krystyna Chyliñska   | Polen                  | 2:39:22  |